# NGC 7315
NGC 7315 ist eine linsenförmige Galaxie vom Hubble-Typ S0 im Sternbild Pegasus am Nordsternhimmel. Sie ist schätzungsweise 284 Millionen Lichtjahre von der Milchstraße entfernt.
Das Objekt wurde am 11. September 1872 von Edouard Stephan entdeckt.